# Raves
Raves ist eine französische Gemeinde mit 480 Einwohnern (Stand 1. Januar 2022) im Département Vosges in der Region Grand Est (bis 2015 Lothringen). Sie gehört zum Arrondissement Saint-Dié-des-Vosges und zum Kanton Saint-Dié-des-Vosges-2.

## Geografie

Die Morte in Raves

Die Gemeinde Raves liegt in den Vogesen, etwa zehn Kilometer östlich von Saint-Dié-des-Vosges, der Hauptstadt (chef-lieu) des gleichnamigen Arrondissements und ca. zehn Kilometer westlich des Vogesenkammes, der hier die Grenze zur ehemaligen Region Elsass bildet. Das Gemeindegebiet umfasst einen Abschnitt des Mortetales, das hier kurz vor der Mündung der Morte in die Fave schon eine Breite von 500 m aufweist. Zusammen mit einem Teil des Favetales verfügt Raves über eines der wenigen flachen Areale in den Vogesen, die für die Landwirtschaft geeignet sind. Am südwestlichen Rand der Siedlung steigt das Gelände auf über 450 m über dem Meer an (Haut Luxeuil 514 m, Nordflanke des les Grandes Bolles 550 m). Die Hälfte des 4,02 km² großen Gemeindegebietes von Raves ist bewaldet.
Zu Raves gehört der Ortsteil Ginfosse.
Nachbargemeinden von Raves sind Neuvillers-sur-Fave im Norden, Bertrimoutier im Osten, Ban-de-Laveline im Süden, Coinches im Südwesten, Remomeix im Westen sowie Pair-et-Grandrupt im Nordwesten.

## Geschichte
Das Gebiet der heutigen Gemeinde wurde zwischen den Jahren 670 und 700 zur Zeit der Ankunft der ersten Mönche um Deodatus, Bischof von Nevers, besiedelt, die im Tal der oberen Meurthe ihre Zelle Maria Himmelfahrt gründeten. Das Dorf Raves taucht erstmals in einer Urkunde aus dem Jahr 1329 als Rayves auf. Es gehörte zur Vogtei Saint Dié. Kirchlich war Raves lange Zeit mit Bertrimoutier verbunden – hier stand die für beide Gemeinden zuständige Kirche St. Jakob der Ältere. Auch das Pfarrhaus, die Schule und der Friedhof in Bertrimoutier wurden von beiden Gemeinden genutzt. In Raves entstand im 19. Jahrhundert eine größere Kapelle, die dem Hl. Stephan gewidmet war.
Von 1790 bis 1801 war Raves Teil des Kantons Bertrimoutier.
Im August 1923 wurde der Bahnhof Raves - Ban-de-Laveline an der Bahnstrecke Strasbourg–Saint-Dié eröffnet.

### Bevölkerungsentwicklung
| Jahr      | 1962 | 1968 | 1975 | 1982 | 1990 | 1999 | 2011 | 2019 |
| Einwohner | 227  | 261  | 250  | 318  | 333  | 336  | 442  | 471  |

Über das ganze 19. bis zur Mitte des 20. Jahrhunderts hatte Raves konstant um die 200 Bewohner. Seit den 1980er Jahren ist ein leichtes, aber stetiges Bevölkerungswachstum zu verzeichnen, das bis heute anhält. Hauptgründe dafür waren und sind das günstige und reichlich vorhandene Bauland und die gute Verkehrsanbindung für Pendler.

## Sehenswürdigkeiten

Kapelle Saint-Étienne

- Kapelle Saint-Étienne

## Wirtschaft und Infrastruktur
Die Landwirtschaft spielt in Raves heute nur noch eine untergeordnete Rolle. Nennenswert sind die Käseherstellung und das Brennen von Obstschnäpsen (Eau de vie). Durch den Waldreichtum in den oberen Vogesen hat die Forstwirtschaft eine lange Tradition.

### Verkehrsanbindung
Raves liegt an der Fernstraße RN 59 von Lunéville über den Maurice-Lemaire-Tunnel nach Sélestat. Weitere Straßen führen von Raves nach Fraize, Coinches, Neuvillers-sur-Fave und Wisembach. Der Bahnhof Raves - Ban-de-Laveline an der Bahnstrecke Strasbourg–Saint-Dié liegt auf dem Gebiet der Gemeinde Raves.

## Belege
1. ↑  Raves auf vosges-archives.com. Archiviert vom Original (nicht mehr online verfügbar) am 26. August 2014; abgerufen am 22. August 2014 (französisch).  Info: Der Archivlink wurde automatisch eingesetzt und noch nicht geprüft. Bitte prüfe Original- und Archivlink gemäß Anleitung und entferne dann diesen Hinweis.
2. ↑  Einwohnerstatistuk auf cassini.ehess.fr. Abgerufen am 22. August 2014 (französisch).